# Rodolphe Lindt
Rodolphe Lindt, francesizzazione di Rudolf Lindt (Berna, 16 luglio 1855 – Berna, 20 febbraio 1909), è stato un inventore, imprenditore e cioccolataio svizzero, ricordato per aver fondato l'omonima azienda e introdotto diversi processi per migliorare la qualità del cioccolato, tra cui il concaggio.

## Biografia
Lindt nacque a Berna il 16 luglio 1855 dal farmacista e politico Johann Rudolf Lindt e sua moglie Amalia Eugenia Salchli. Tra il 1873 e il 1875 fece un apprendistato presso l'azienda di cioccolato Amédée Kohler & Fils di Losanna, che era allora gestita dai figli di Charles-Amédée Kohler. Nel 1879 Lindt fondò la sua impresa pressò Mattequartier, nella città vecchia di Berna.
Nel mese di dicembre del 1879 Lindt sviluppò la concatrice, un dispositivo longitudinale che, mescolando il cioccolato, ne migliora la qualità conferendogli una consistenza più fine e privandolo degli odori più sgradevoli. Fu anche uno dei primi cioccolatai (benché non il primissimo) ad aggiungere il burro di cacao alla sua massa. Queste due innovazioni portarono a migliorare sensibilmente la qualità del cioccolato svizzero.
Nel 1899 Lindt vendette la sua azienda e il suo segreto processo del concaggio alla Chocolat Sprüngli AG, che da quel momento cambiò nome in Chocoladefabriken Lindt & Sprüngli AG. La Sprüngli verso 1.5 milioni di franchi d'oro per i diritti di marketing e la ricetta.